# Палаццо Медичи-Риккарди
Палаццо Медичи-Риккарди (итал. Palazzo Medici Riccardi) — палаццо (итал. Palazzo — дворец) семьи Медичи в центре Флоренции, Италия. Расположен на улице Кавур неподалёку от базилики Сан-Лоренцо и собора Санта-Мария-дель-Фьоре. Первое светское здание раннего итальянского Возрождения. Построено по проекту архитектора Микелоццо в 1444—1460 годах. Палаццо Медичи является выдающимся памятником архитектуры и классическим образцом гражданской архитектуры эпохи Возрождения во Флоренции и за её пределами. В настоящее время во дворце размещена Риккардианская библиотека.

## История
В 1444 году «патриарх состояния» (patriarca delle fortune) Флоренции Козимо Медичи «Старый» поручил архитектору Микелоццо ди Бартоломео строительство своей городской резиденции. Дворец должен был подчеркнуть новое положение Козимо Старшего после его возвращения из изгнания в 1434 году. Вначале предполагалось поручить проектирование Филиппо Брунеллески, но заказчик предпочёл более скромное предложение Микелоццо, дабы излишней помпезностью не раздражать своих политических противников и граждан Флоренции.
Во дворце предполагалось разместить как жилые, так и служебные помещения семейного банка Медичи. В конце XV века во дворце хранились художественные коллекции Медичи. Во внутреннем дворе находилась бронзовая статуя «Давида» работы Донателло. На одной из стен спальни Лоренцо Медичи Великолепного в качестве фриза располагались три картины Паоло Уччелло «Битва при Сан-Романо», в других комнатах: картины Боттичелли, Верроккьо, Поллайоло, Доменико Гирландайо, коллекции драгоценных камней, резных античных камей, ваз из полудрагоценных камней и горного хрусталя и многое другое.
В «Саду Сан-Марко» (Orto di San Marco), примыкающему к северной стороне дворца, приобретённом супругой Лоренцо, Клариче Орсини, были размещены классические скульптуры, купленные в основном в Риме. Под руководством скульптора Бертольдо ди Джованни, ученика Донателло, в саду действовала школа первая в Европе Академия художеств, в которой будущие художники могли рисовать и копировать античные статуи. Среди них был гениальный Микеланджело Буонарроти.
Молодой Микеланджело жил во дворце Медичи, там же действовал кружок флорентийских гуманистов, приверженцев неоплатонической философии и античной литературы, включая философа Пико делла Мирандола и поэта Анджело Полициано. Таким образом, в здании была создана та культурная атмосфера, которая способствовала развитию философской мысли и искусства эпохи Возрождения. 17 апреля 1459 года дворец посетил пятнадцатилетний Галеаццо Мария Сфорца, будущий герцог Милана.
Со смертью Лоренцо Великолепного в 1492 году для всего города закончился «золотой век Медичи». Флорентийцы, подстрекаемые проповедями Савонаролы, выступавшего против «похотливых, вызывающе роскошных и неоязыческих обычаев», в 1494 году разгромили дворец, конфисковав от имени Флорентийской республики художественные сокровища Медичи, а заодно разграбив драгоценные изделия из золота и драгоценных камней. Часть произведений искусства была выставлена на аукцион в церкви Орсанмикеле; большая часть сокровищ, к счастью, осталась во Флоренции. После так называемого второго изгнания Медичи бронзовая скульптура «Юдифь и Олоферн» Донателло, до этого украшавшая фонтан в дворцовом саду, была перенесена на Пьяцца делла Синьория. Статуя Давида, также работы Донателло, оказалась в Палаццо Веккьо (ныне хранится в музее Барджелло).
Известие о разграблении Рима ландскнехтами императора Карла V Габсбурга в мае 1527 года (итал. Sacco di Roma) поставило в затруднительное положение главную фигуру семьи — папу Климента VII (Джулио Медичи) и привело к последнему изгнанию семьи из города и новому разграблению дворца (1527). Возрождение города последовало за знаменитой осадой Флоренции в 1530 году, по окончании которой во дворец вернулись последние потомки основной ветви семьи. Но убийство герцога Алессандро Медичи в 1537 году и его двоюродного брата Лоренцино по прозванию Лорензаччо («плохой Лоренцино») в 1548 году привело к власти ветвь семьи, которая до сих пор была вторичной, так называемых простолюдинов (popolani). За неимением законных наследников Алессандро она передала власть Козимо I Медичи, первому представителю «младшей» ветви семьи.
Герцог Козимо со своей женой Элеонорой Толедской в 1540 году переехал в Палаццо Веккьо, оставив Палаццо Медичи младшим потомкам семьи. После нескольких перемен владельцев из семьи Медичи, в середине XVII века дворец вернулся к великому герцогу Фердинандо II Медичи, но он решил переехать в Палаццо Питти, а устаревший фамильный дворец продать богатой семье банкиров Риккарди, которые оказывали важные политические услуги великому герцогу и по этой причине были награждены им титулом маркизов. Таким образом, верный маркиз Габриэлло Риккарди купил здание за сумму в сорок тысяч скуди, которое с 1659 года стало называться Палаццо Медичи-Риккарди. Вплоть до конца XVIII века семья Риккарди проводила многочисленные преобразования, но сохранила внешний облик дворца в знак уважения к прежним владельцам. Риккарди отремонтировал дворец и заказал великолепную галерею с фресками на тему «Апофеоз Медичи» работы Луки Джордано (1684—1686). В 1814 году семья Риккарди продала дворец тосканскому государству, а в 1874 году здание стало резиденцией правительства Флоренции.

## Архитектура
Палаццо Медичи являет собой типичный образец городского дворца-крепости сурового внешнего вида с мощной рустовкой и зарешёченными окнами первого этажа. По обычаям сурового времени жизнь хозяев проходила за плотно затворёнными воротами во внутреннем дворике «кортиле» (итал. cortile — дворик). Такие дворики восходят к традиции планировки древнеримских домов и помпейских вилл с атриумом типа перистиля с фонтаном и водоёмом, скульптурой и фруктовыми деревьями.

 Палаццо Медичи — подлинный дворец, а не жилое здание обычного типа и не готическая городская крепость, какой являлись городские дворцы Италии в более ранний период. За рядами его сурово-прекрасных окон, как говорят, «читается» наличие соответствующих парадных интерьеров, таких же просторных и значительных, как и его наружный фасад… Внушительная монументальность достигается в палаццо Медичи разработкой его в крупных, неразмельчённых формах, которые архитектор сумел сделать ещё выразительнее путем применения немногих художественных средств. Прежде всего, чрезвычайно выразителен общий кубический массив всего здания в целом. Снаружи этот массив представляется как бы сложенным из трёх мощных пластов высоких этажей, значительно превосходящих своими размерами средний этаж любого расположенного по соседству жилого дома. Внушительность этажей определяет собой и доминирующее над всем впечатление значительности общего архитектурного массива. Впечатление высоты его наружных фасадов усиливается делением стены карнизными поясами не по линии междуэтажных перекрытий (полов, потолков), а по линии подоконников 2-го и 3-го этажей. Благодаря этому приёму первый и, следовательно, ближайший к зрителю этаж кажется значительно выше своих действительных размеров… 
Все фасады палаццо делятся на три яруса. Мощный руст нижнего этажа постепенно сменяется более лёгким второго и гладкими плитами третьего этажа. Второй этаж отделён от первого зубчатым фризом и карнизом и украшен гербом семьи Медичи. Верхнюю часть здания завершает мощный карниз с консолями (ранее там были крепостные «зубцы»). В 1517 году открытая лоджия на юго-восточной стороне первого этажа была заделана кирпичом, а в замурованных арках были прорезаны окна с треугольными фронтонами, создание которых приписывают Микеланджело. Внизу, вдоль восточной и южной сторон, тянутся каменные скамьи для горожан. Второй и третий этаж оформлены типично венецианскими арочными двойными окнами с колонкой посередине.
Внутренний квадратный двор (кортиле) Палаццо — шедевр архитектуры Микелоццо, в котором он следовал основным приёмам, выработанным Филиппо Брунеллески. Первый этаж оформлен лоджиями с «аркадами по колоннам» композитного ордера, он завершается высоким фризом с медальонами, на которых изображены гербы Медичи на фоне фресок (воссозданы) с гирляндами Мазо ди Бартоломео. На первом этаже находились конюшни, кухня и помещения для прислуги. Второй этаж дворовых фасадов, также с венецианскими окнами, оформлен сграффито «под руст». На третьем — лоджия с ионическими колоннами (ныне застеклённая). Во втором, пристроенном, дворике имеется сад (Giardino), где растут лимонные деревья и установлены скульптуры. На втором, «благородном» этаже (piano nobile), находились жилые покои хозяев и представительские помещения.

### Капелла волхвов
«Капелла волхвов» (итал. Cappella dei Magi) — самое знаменитое помещение во дворце, известное благодаря росписям, выполненным Беноццо Гоццоли в 1461 году на тему «Шествие волхвов в Вифлеем». Это небольшая по размерам комната на первом этаже дворца была построена в 1459 году в качестве семейной капеллы.
Стены капеллы сверху донизу покрывают росписи, создающие ощущение сказки, «золотого века» какой-то фантастической страны, образ которой можно найти в поэзии флорентийского кружка Медичи. На северной стене находится апсида с алтарной картиной «Рождество» (Natività) работы Филиппо Липпи (Мария, поклоняющаяся Младенцу с Иоанном Крестителем и Бернардином Сиенским — патронами дома Медичи; копия, оригинал в галерее Уффици). Прямо над ней Беноццо написал символы четырёх евангелистов (сохранились два), а на боковых стенах апсиды — ангелы, поющие славу Новорожденному. Три другие стены маленькой капеллы занимает изображение праздничной процессии, кавалькады всадников.
Евангельский сюжет служит предлогом для представления целой серии семейных портретов и портретов политических деятелей того времени. Предполагают, что конкретным «сценарием» росписи послужили рождественские гимны, сочиненные заказчицей капеллы Лукрецией Торнабуони, супругой Пьеро, сына Козимо Медичи Старого. Известно, что ещё в 1390 году во Флоренции было создано религиозное «Братство волхвов» (итал. Compagnia de'Magi) в день Епифании (6 января) братство устраивало уличные шествия костюмированных всадников, изображавших волхвов со свитой, достигавшей семисот человек! Во время шествия слуги несли живописные декорации или картины с изображениями мест действия священной истории. В таком шествии в 1454 году принимал участие сам герцог Козимо Медичи Старый.
В 1439 году на флорентийцев произвели впечатление необычные наряды участников Ферраро-Флорентийского церковного собора (в 1439—1442 годах заседания собора проходили во Флоренции). Собор был созван папой Евгением IV и утверждён византийским императором Иоанном VIII Палеологом. На Соборе присутствовал также Константинопольский патриарх Иосиф II, полномочные представители Патриархов Александрийского, Антиохийского и Иерусалимского, митрополиты Молдовлахии, митрополит Киевский и всея Руси Исидор и многие другие. Жителей Флоренции удивляли одеяния восточных патриархов и византийского императора в царственном наряде, в свите которого были монголы и мавры.
Беноццо Гоццоли изобразил именно такое праздничное костюмированное шествие на фоне тосканских холмов. Многие лица легко узнаются. На одной стене капеллы показан один из волхвов (царей) Каспар в белом камзоле с золотым шитьем. Его фигура символизирует «восход» дома Медичи. За ним следуют герцоги Пьеро, Карло и Козимо Старый. Во втором ряду изображены мальчики Лоренцо (во главе шествия, в будущем Великолепный, в возрасте десяти лет) и его брат Джулиано (в возрасте шести лет). В глубине, среди свиты — автопортрет художника. Среди участников праздничного шествия Гоццоли изобразил себя (на его головном уборе написано: Opus Benotii — произведение Беноццо), своего учителя, живописца Фра Беато Анджелико, и многих известных людей своего времени, участников Флорентийского собора: императора Византии Иоанна VIII Палеолога в короне (предположительно: волхв Балтасар), патриарха Константинопольского Иосифа, герцога Малатеста, Сиджизмондо Пандольфо Сиджисмондо Малатесту. На дальнем плане видны сцены охоты. Всю композицию трактуют как сложную аллегорию возрастов человека, разных частей земли, поколений семьи Медичи и геральдических цветов (белый, зелёный, красный).

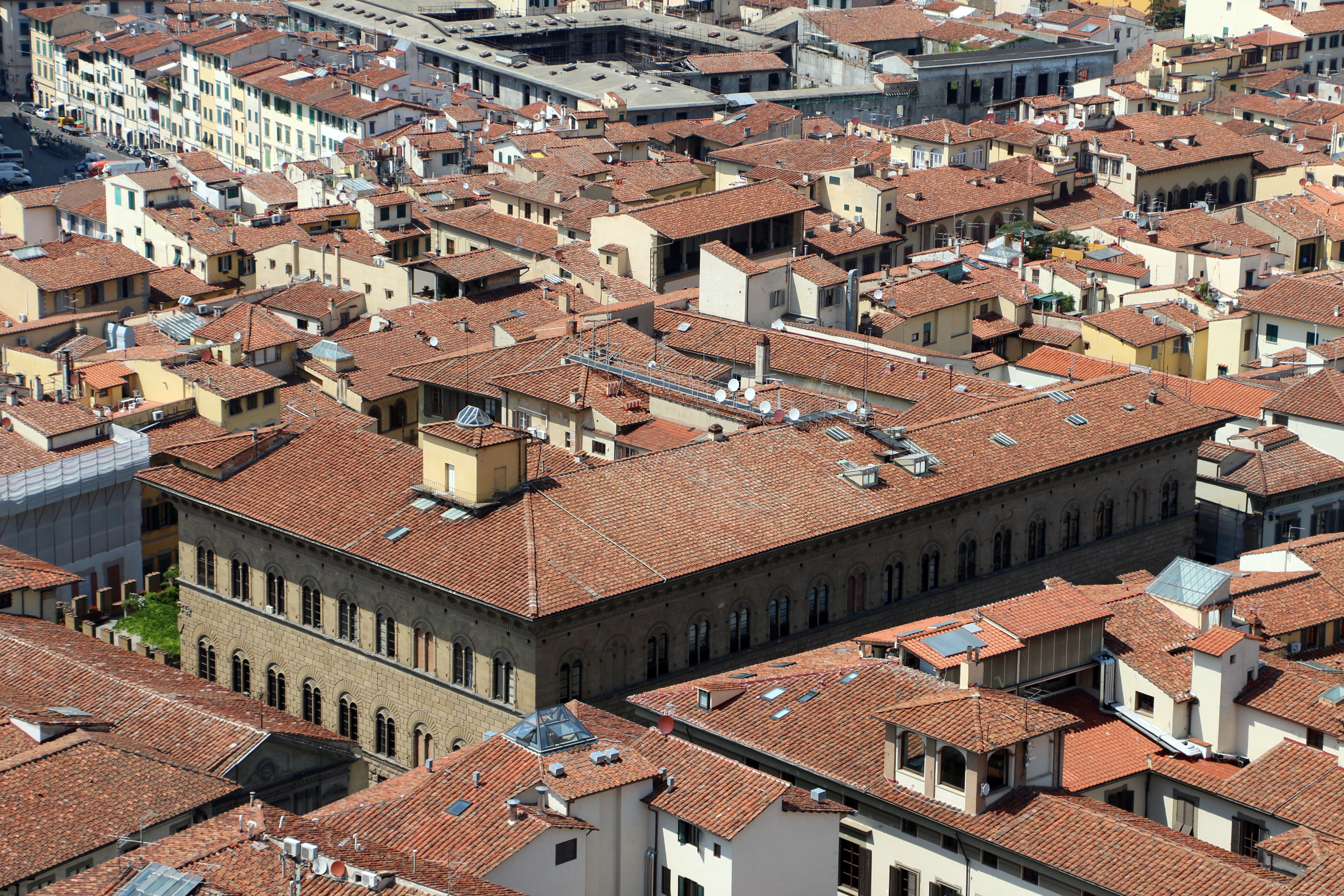
Флоренция. Палаццо Медичи-Рикарди с высоты «птичьего полёта»
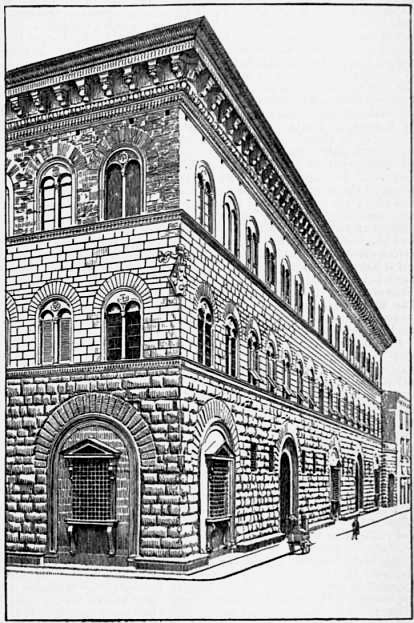
Палаццо Медичи-Рикарди. Фотография «Fratelli Alinari». 1911
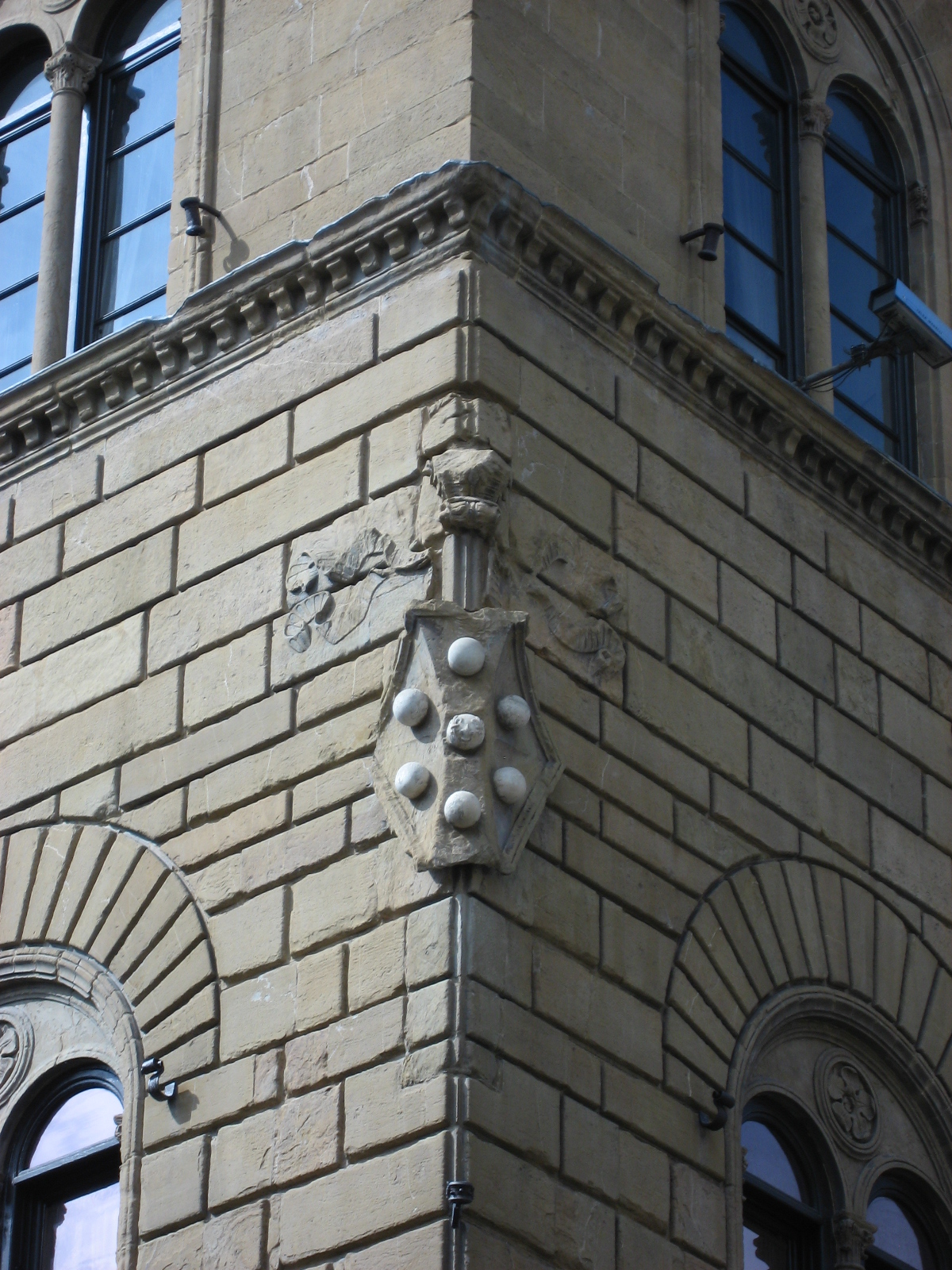
Герб семьи Медичи
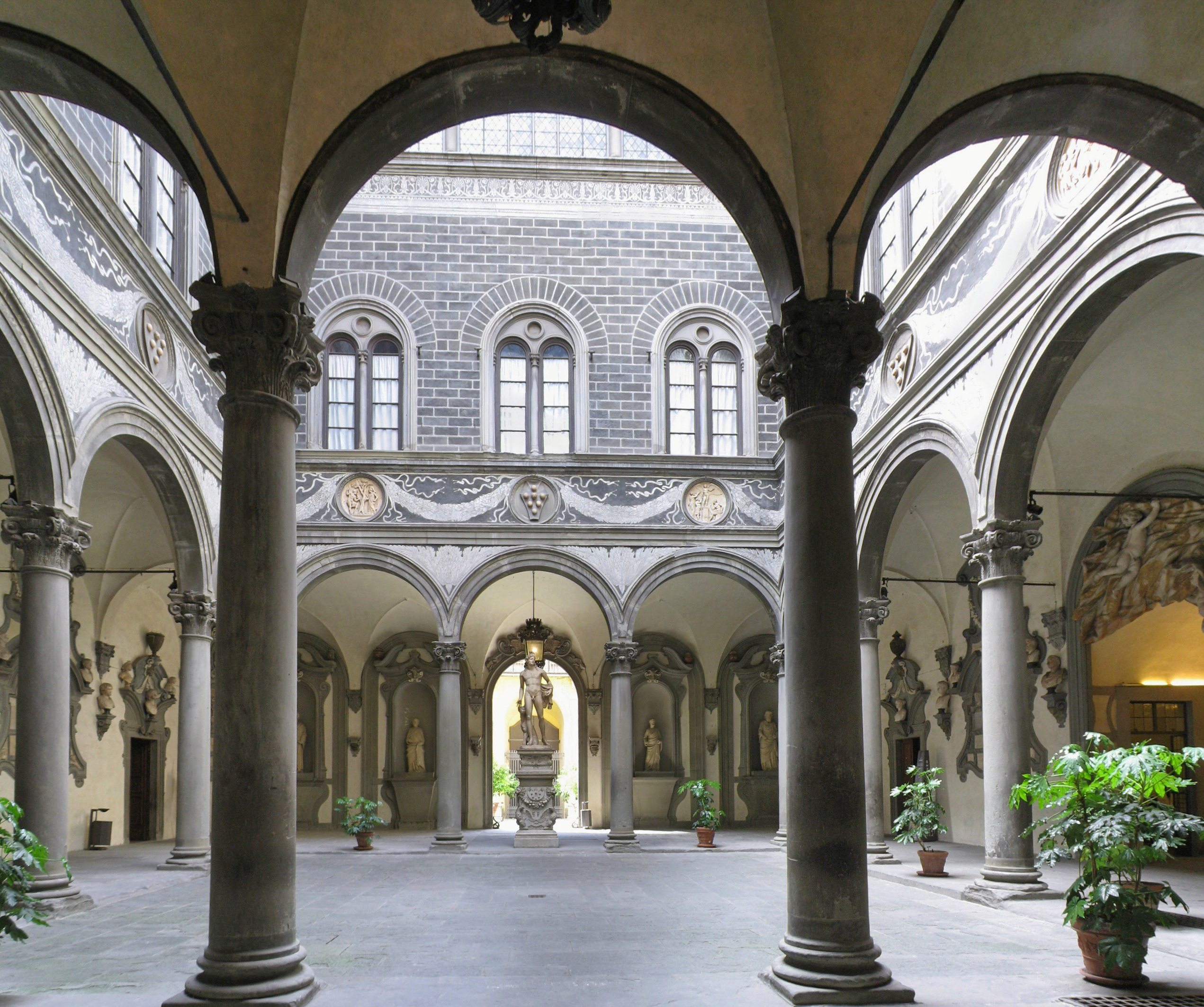
Кортиле
Большая галерея
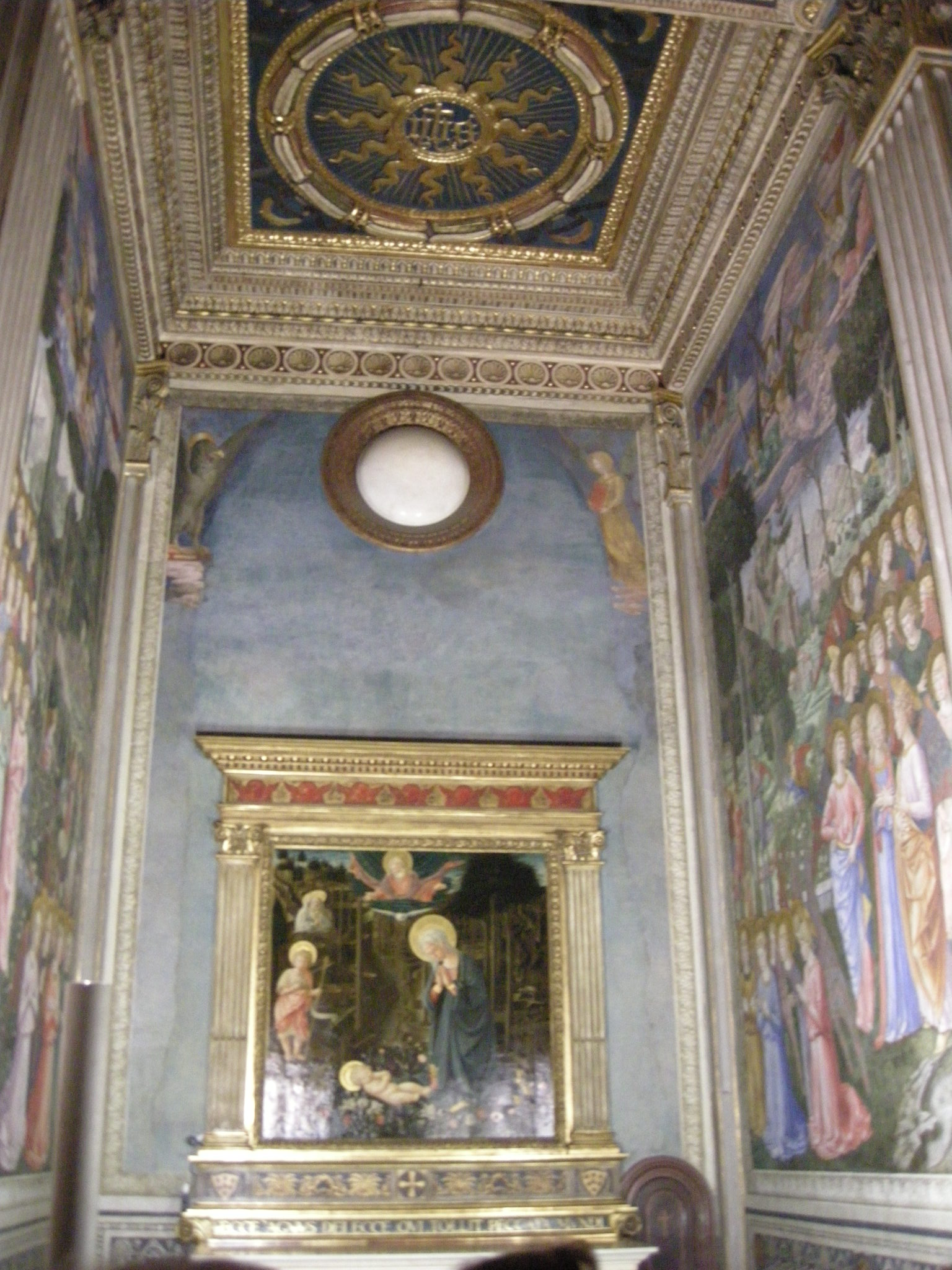
Капелла волхвов
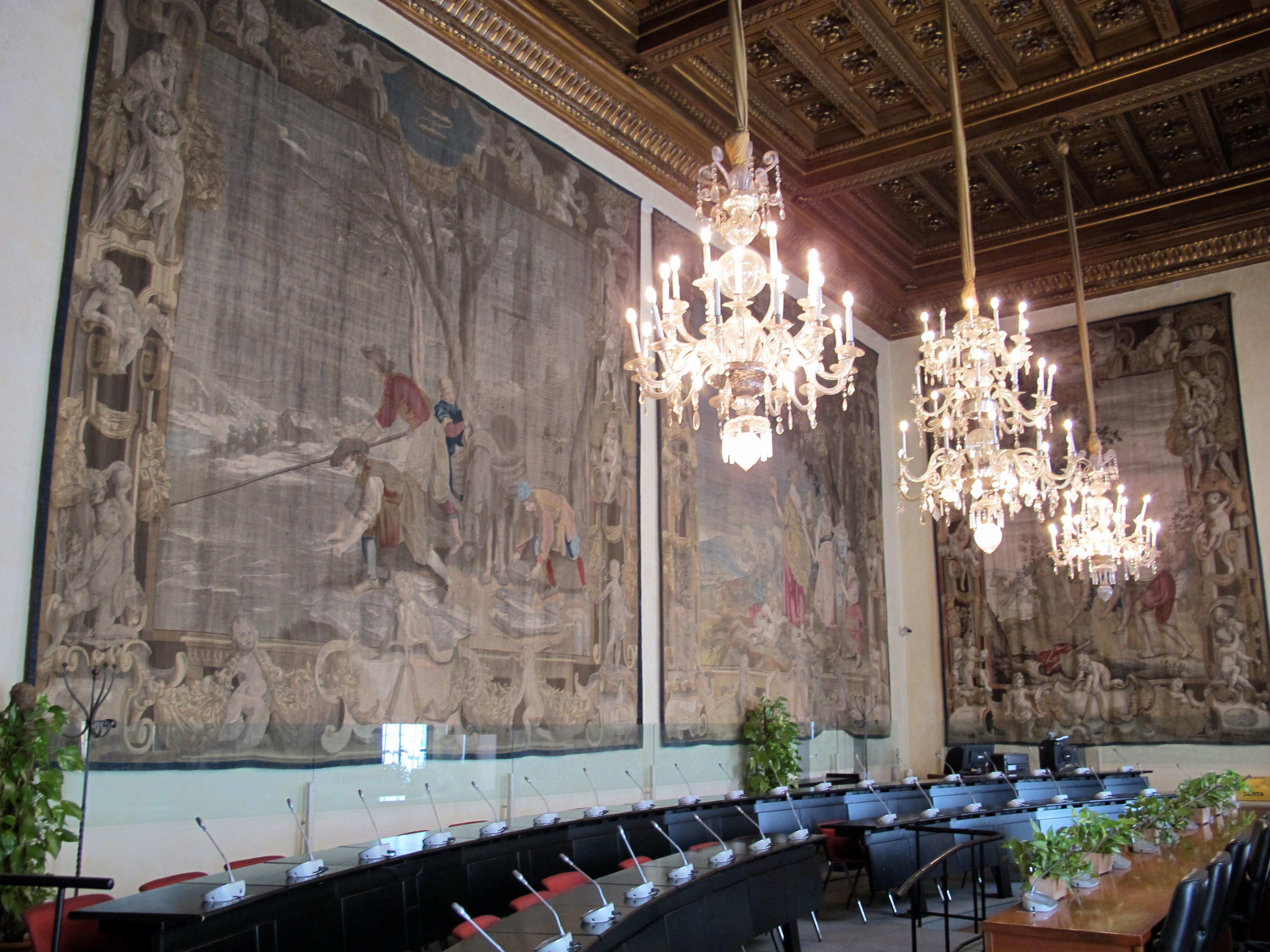
Зал шпалер
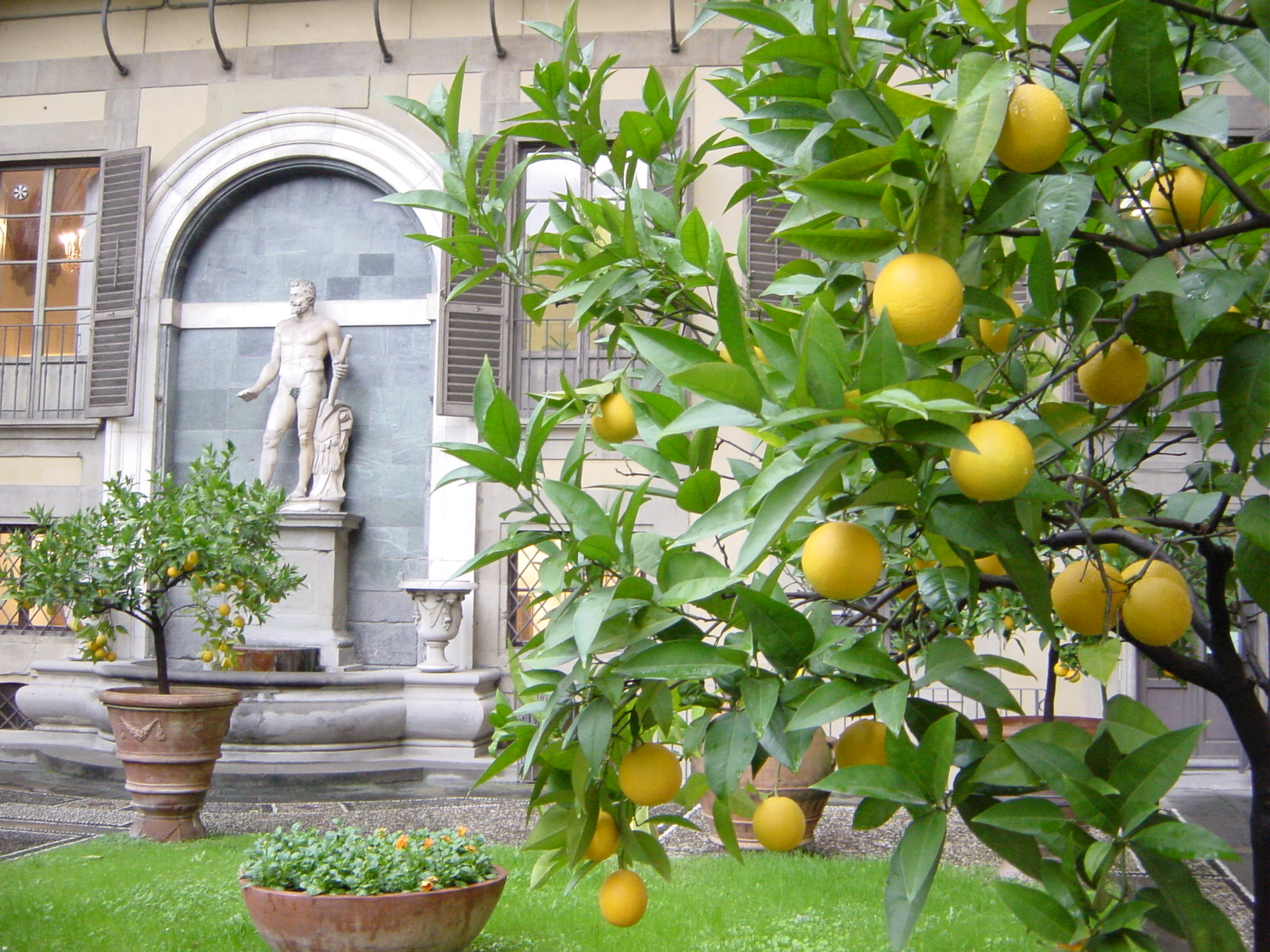
Сад Палаццо Медичи-Риккарди